# Литвин Ольга
Литвин Ольга (1905, м. Тульчин — 5 березня 1970, м. Перт, Австралія) — українська письменниця, художниця. Псевдоніми: Ігорцьо, Антін, Синя Птиця та ін. Член Об'єднання українських письменників «Слово».

## Біографія
Народ. на Поділлі. Мистецьку й економічну освіту отримала в Києві: закінчила Інститут образотворчого мистецтва. Працювала в музеї, науковому інституті.
У 1932 р. була звільнена з роботи за походження, у 1937 р. був репресований її чоловік. У 1944 р. була з сином вивезена до Німеччини, працювала на меблевій фабриці, у редакції газети «Неділя».
У 1949 р. прибула до Австралії, працювала прибиральницею, кресляркою в Перті. Писати почала з 1957 р., у 1961 р. отримала нагороду за оповідання «Дві відьми», першу — за оповідання «Мак і Ліза» (1963). Друкувалася у збірнику ОУП «Слово», журналі «Рідне слово» (Сідней), альманасі «Новий обрій».

## Творчість
Литвин Ольга — автор віршів, казок для дітей, оповідань, п'єс, спогадів, рецензій.
Окремі видання:
- Литвин О. Іменини. Оповідання // Слово. Збірник 3. — Нью-Йорк: ОУП, 1968. — С. 269—275.